# 海外西經
《海外西经》，为《山海經》海部的第二部，其中描述書中海外西部的各種山脈、流水、鳥獸、礦物與神祇。
作為一部充滿神話色彩的地理和禮儀古籍，此卷中描述的一些神祇等，都深深地影響到此後數千年的東亞文化圈中國家的禮儀和文化。

## 内容
|  | 海外从西南角到西北角的国家地区、山丘河川分别如下： |

### 滅蒙鳥
|  | 灭蒙鸟在结胸国的北面，那里的鸟拥有青色羽毛，拖着红色尾巴。 |

### 大運山
|  | 大运山高三百仞，屹立在灭蒙鸟北面。 |

### 大樂野
|  | 大乐野，夏后启曾在這裡观看《九代》乐舞，他乘驾着两条龙，飞腾在三重云雾之上。他左手持著华盖，右手拿着玉环，腰间佩挂着玉璜。大乐野就在大运山北面。另一种说法认为是在大遗野。 |

### 三身國
|  | 三身国在夏后启所在之地北面，那里的人都长着一个脑袋三个身子。 |

### 一臂國
|  | 一臂国在三身国北面，那里的人都是一条胳膊、一只眼睛、一个鼻孔。那里还有一種黄马，身上有老虎斑纹，长着一只眼睛和一条腿。 |

### 奇肱國
|  | 奇肱国在一臂国北面。那里的人都是一条胳膊和三只眼睛，眼睛有突出的，有凹陷的，骑着文馬。那里还有一种鸟，长着两个脑袋，红黄色，栖息在奇肱国人周围。 |

### 刑天
|  | 刑天与黃帝争夺神位，天帝砍断了刑天的头，把他的头埋在常羊山。没了头的刑天便以乳头為眼，以肚脐為口，一手持盾牌一手操大斧而舞动。 |

### 女祭、女戚
|  | 女祭、女戚在此處背面，居住在兩條水域中間。女戚舉著兕角酒杯，女祭捧着俎器。 |

### 䳐鳥
|  | 䳐鳥、𪆻鳥，青黃色，它們給所經過的國家帶來滅亡。它們在女祭所在地的背面。䳐鳥有人的面孔，居住在山上。另一種說法稱他倆為維鳥。 |

### 丈夫國
|  | 丈夫国在维鸟的北面，那里的人穿戴衣帽并配剑。 |

### 女丑
|  | 有一具女丑尸体，她生前是被十个太阳热气所燒死。她横卧在丈夫国北面，用右手遮脸。十个太阳掛在天上，女丑尸体横卧在山顶。 |

### 巫咸國
|  | 巫咸国在女丑北面，那里的人右手握着青蛇，左手握着红蛇。有座登葆山，是一群巫师来往于天上与人间的地方。 |

### 并封
|  | 有種并封怪兽在巫咸国的东面，它的形状像普通的猪，却前后都有头，黑色。 |

### 女子國
|  | 女子国在巫咸国北面，有两个女子住在这里，四周有水环绕。另一种说法稱她们住在一道门的中间。 |

### 軒轅國
|  | 轩辕国在它旁边，那里的人就是不长寿的也能活八百岁。轩辕国在女子国北面，他们长着人面蛇身，尾巴盘绕在头顶上。 |

### 窮山
|  | 穷山在轩辕国北面，那里的人拉弓射箭不敢向西射，是因为敬畏轩辕丘。轩辕丘位于轩辕国北部，丘呈方形，被四条大蛇相互围绕着。 |

### 諸夭之野
|  | 諸夭之野上，鸞鳥在自由唱歌、鳳鳥自由跳舞；當地居民以鳳鳥所生的蛋為食物、飲用蒼天降下的甘露，凡是他們想要的都能如願。那裡獸類與人類居住，地方位於四蛇北面，人用双手捧着鳳鳥蛋食用，有两只鸟在前面引导。 |

### 龍魚陵
|  | 龙鱼居住在沃野的北面，它既可在水中又可在山陵生活，龙鱼的形状像鲤鱼。另一种说法认为像鰕鱼。有神仙和圣人骑着它遨游在广大的原野上。还有一种说法认为鳖鱼在沃野北面，这是一种鱼，也与鲤鱼相似。 |

### 白民國
|  | 白民国在龙鱼北面，那里的人都是白皮肤披散着头发。有一种叫做乘黄的野兽，形状像狐狸，脊背上有角，人要是骑上它就能活两千年。 |

### 肃慎国
|  | 肃慎国在白民国的北面。有一种树木叫雄常树，每当中原地区有圣明天子继位，那里的人就取雄常树的树皮来做衣服。 |

### 長股國
|  | 長股國在肃慎国北面，居民披發而居。另一種說法稱為長腳。 |

### 蓐收
|  | 西方有个蓐收神，左耳上有一条蛇，乘驾在两条龙上飞行。 |